# Anilios tovelli
Anilios tovelli — вид змій родини сліпунів (Typhlopidae). Ендемік Австралії.

## Поширення і екологія
Anilios tovelli поширені на півночі Північної Території. Вони живуть в рідколіссях і саванах.